# كريس ثوربورن
كريس ثوربورن هو لاعب هوكي الجليد كندي، ولد في 3 يونيو 1983 في سو ساينت ماري في كندا.

## وصلات خارجية
- كريس ثوربورن على موقع دوري الهوكي الوطني (الإنجليزية)
- كريس ثوربورن على موقع EliteProspects.com (الإنجليزية)
- كريس ثوربورن على موقع HockeyDB.com (الإنجليزية)
- كريس ثوربورن على موقع Hockey-Reference.com (الإنجليزية)